# SÍ busz (Budapest)
A budapesti SÍ jelzésű autóbusz a Batthyány tér és a Normafa között közlekedett télen, síeléshez alkalmas hétvégéken. A vonalat a Budapesti Közlekedési Vállalat üzemeltette.

## Története
1981. december 20-án SÍ jelzésű buszjáratot indítottak el a Batthyány tér és a Normafa között. A járat csak alkalmas hóviszonyok esetén, fődiszpécser utasítására közlekedett szombaton és munkaszüneti napokon, február végéig. Utoljára 1989-ben közlekedett.

## Megállóhelyei
| 0 | Batthyány tér végállomás | 3 | Szentendrei HÉV 19 11, 39, 60, 86             |
| 1 | Széna tér                | 2 | 4, 6 39                                       |
| 2 | Déli pályaudvar          | 1 | 18, 59, 61 12, 21, 39, 102, 139 Budapest-Déli |
| 3 | Normafa végállomás       | 0 | 90, 190                                       |